# Fjällögontröst
Fjällögontröst (Euphrasia wettsteinii) är en snyltrotsväxtart som beskrevs av G.L.Gusarova. Fjällögontröst ingår i släktet ögontröster, och familjen snyltrotsväxter. Inga underarter finns listade i Catalogue of Life.